# 中央研究院生物多樣性研究中心
中央研究院生物多样性研究中心（英語：Biodiversity Research Center, Academia Sinica）是中華民國中央研究院下屬的一個研究中心，中央研究院生物多樣性研究中心位於中研院院區之跨領域研究大樓及新溫室大樓。

## 任務
以聯合國生物多樣性公約的精神為基礎，並以維持地球上的生物多樣性、人類社會的永續發展為目標，生物多樣性研究中心有以下任務：
- 推動生物多樣性之基礎研究工作
- 推動台灣之生物多樣性之保育與教育工作
- 將生物學、生物科技、環境生態及社會經濟融入研究主題
- 以及推動生物多樣性之科普教育及環境生態之永續發展

## 沿革
李遠哲前院長及美國國家科學院Peter Raven院士於2000年5月在中研院召開了「台灣生物多樣性願景國際研討會」。會中建議中央研究院應成立新的研究所以推動生物多樣性之研究、保育與教育工作。2001年立法院通過中研院可設置生物多樣性研究中心，並於2004年1月1日正式成立「中央研究院生物多樣性研究中心」。

## 設施
生物多樣性研究中心擁有位於綠島的綠島海洋研究站、位於高山湖泊中之鴛鴦湖工作站，以及生物多樣性中心設立後接收植物所及動物所之標本館，並於2007年成立的生物多樣性研究博物館，該館僅每年中研院院區開放日當天對外開放，不過一般大眾仍可透過中研院數位文化中心開放博物館「生物多樣性數位博物館」的網站隨時瀏覽部分藏品。